# 小盘木
小盘木（学名：Microdesmis caseariifolia）为攀打科小盘木属下的一个种。